# Sudden Strike 4
Sudden Strike 4 là một game chiến thuật thời gian thực (RTT) lấy bối cảnh chiến trường châu Âu trong Thế chiến II. Đây là phiên bản thứ năm trong dòng game Sudden Strike và phiên bản độc lập thứ tư. Đây là trò chơi đầu tiên được phát triển bởi Kite Games, một sự hợp tác của các nhà phát triển game kỳ cựu trong ngành. Ban đầu, dự kiến sẽ được Kalypso Media phát hành cho PC và PlayStation 4 vào ngày 27 tháng 6 năm 2017; nhưng đã được hoãn cho đến ngày 11 tháng 8 năm 2017 và ngày 15 tháng 8 năm 2017 cho PC và PlayStation 4.

## Lối chơi
Chế độ chơi đơn có 3 chiến dịch (Đức, Đồng Minh hay Liên Xô) với hơn 20 nhiệm vụ và hỗ trợ modding được lên kế hoạch. Mỗi nhiệm vụ trong các chiến dịch khác nhau đều dựa trên các trận chiến/xâm chiếm có thật trong Thế chiến II. Ví dụ trong chiến dịch của phe Đức, người chơi chỉ huy Wehrmacht trong Trận chiến nước Pháp, Chiến dịch Barbarossa, Trận Stalingrad, Trận Kursk và Trận Bulge. Cuộc xâm lược Ba Lan được sử dụng làm màn hướng dẫn trong game và cũng đóng vai trò như một khúc dạo đầu cho chiến dịch của Đức.
Chiến lược dựa chủ yếu vào phần chiến lược của các bản tiền nhiệm, tập trung hơn nữa vào các đặc điểm độc đáo và kỹ năng của các đơn vị hạn chế thay vì thu thập tài nguyên và xây dựng căn cứ. Tiếp viện  sẽ vẫn giữ vai trò trong game, nhưng chúng có tính kịch liệt và có thể dự đoán được. Trò chơi cũng giới thiệu cây kỹ năng và vai trò chỉ huy với các tướng lĩnh nổi tiếng trong Thế chiến II như George Patton, Heinz Guderian hoặc Bernard Montgomery.